# Хронологична таблица за откриване и изследване на Африка (1890 - средата на XX в.)
| Години                                     | Име на откривател, изследовател                                     | Направени открития и изследвания | Изследванията му засягат следните съвременни държави и територии                 |
| ------------------------------------------ | ------------------------------------------------------------------- | --- | -------------------------------------------------------------------------------- |
| 1890                                       | Ернест Баерт                                                        | Топографско заснемане на целите течения на реките Лопори и Маринга, съставящи на река Лулонга (ляв приток на Конго) | ДРК                                                                              |
| 1890                                       | Оскар Бауман                                                        | Изследване на планината Усамбара (Североизточна Танзания) и разположената на северозапад от нея планина Паре | Танзания                                                                         |
| 1890                                       | Жером Бекер                                                         | Експедиция от Ямбуя (1°16′ с. ш. 24°33′ и. д. / 1.266667° с. ш. 24.55° и. д.) на река Арувими, пресичане на междуречията Арувими – Итимбири и Итимбири – Уеле и достигане до река Уеле при Бондо (3°49′ с. ш. 23°41′ и. д. / 3.816667° с. ш. 23.683333° и. д.) | ДРК                                                                              |
| 1890                                       | Ж. Бертон                                                           | Пресичане на планината Шайо в Габон в централната ѝ част от горното течение на Огове, през изворите на реките Лоло и Офове (леви притоци на Огове) към долното течение на река Нгуние (ляв приток на Огове) | Габон                                                                            |
| 1890                                       | Леон Роже (1861 – 1924)                                             | Топографско заснемане на река Итимбири (десен приток на Конго) | ДРК                                                                              |
| 1890                                       | Алфред Шарп                                                         | Изследване басейна на река Луангва (ляв приток на Замбези) и района на езерото Мверу в басейна на Конго | Замбия, ДРК                                                                      |
| 1890                                       | Ж. Шоле                                                             | Топографско заснемане на река Санга (десен приток на Конго) до устието на десния ѝ приток река Джа и част от долното течение на последната | Република Конго, Камерун                                                         |
| 1890 – 1891                                | Е. Бауди ди Весме                                                   | Откриване на планината Бур Даб (9º с.ш., 46 – 47º и.д.) (1890). Експедиция от Бербера на югозапад, преминаване през Харгейса, достигане до горното течение на река Фафан (ляв приток на Уаби Шебели), завиване на юг и достигане до река Уаби Шебели при Ими (6°27′ с. ш. 42°08′ и. д. / 6.45° с. ш. 42.133333° и. д.) | Сомалия, Етиопия                                                                 |
| 1890 – 1891                                | Луиджи Брикети-Робеки                                               | Изследване на крайбрежието на Сомалия от Обия (5°21′ с. ш. 48°31′ и. д. / 5.35° с. ш. 48.516667° и. д.) на юг до Алула (11°58′ с. ш. 50°45′ и. д. / 11.966667° с. ш. 50.75° и. д.) на север и долното течение на река Ногал (на 7º 58` с.ш.) (1890). Експедиция от Могадишо през Обия, продължаване на запад и югозапад през областта Мудуг, достигане до река Уаби Шебели при Белет-Вен (4°44′ с. ш. 45°12′ и. д. / 4.733333° с. ш. 45.2° и. д.) и изкачване по реката до Келафо в Източна Етиопия. Изкачване по река Фафан (ляв приток на Уаби Шебели) до горното ѝ течение (7º 40` с.ш., река Джерер – ляв приток) и достигане до Бербера в Северна Сомалия (1891) | Сомалия, Етиопия                                                                 |
| 1890 – 1891                                | Г. Л. Голуей                                                        | Топографско картиране на цялото течение на река Бенуе (ляв приток на Нигер) и всички лагуни между делтата на Нигер и град Лагос, в т.ч. лагуните Леки, Лагос и др | Нигерия                                                                          |
| 1890 – 1891                                | Пол Амедей Ле Маринел                                               | Топографско заснемане на част от горното течение на река Ломами (ляв приток на Конго) (1890). Топографско заснемане на горното течение на река Лубилаш (Санкуру, десен приток на Касаи), вододелното плато между реките Лубилаш, Ломами и Луалаба и на част от горното течение на Луалаба и пресичане на платото Маника, явяващо се вододел между Луалаба и десния ѝ приток Луфира (1890 – 1891) | ДРК                                                                              |
| 1890 – 1892                                | П. Л. Монтейл                                                       | Пресичане на областта Судан от запад на изток, от река Сенегал до езерото Чад и Сахара от юг на север, от езерото Чад до Триполи. Топографско заснемане на изворите на река Волта и редица десни притоци на Нигер – Дори, Сирба, Мерку и др. | Мали, Буркина Фасо, Нигер, Бенин, Нигерия, Чад, Либия                            |
| 90-те години на XIX в.                     | Брар                                                                | Детайлно топографско картиране на о-вите Сесе, разположени в северозападната част на езерото Виктория | Уганда                                                                           |
| 90-те години на XIX в.                     | Жорж Едуард Ле Маринел                                              | Топографско картиране на река Мбому (дясна съставяща на Убанги) и десния приток на Убанги – река Кото | ДРК, ЦАР                                                                         |
| 1891                                       | Алфред Луи Фурно, Гайяр                                             | Топографско картиране на река Санга (десен приток на Конго), десния ѝ приток река Джа и лявата я съставяща река Мамбере до праговете Баниа (4°00′ с. ш. 16°08′ и. д. / 4° с. ш. 16.133333° и. д.) | Република Конго, ЦАР                                                             |
| 1891                                       | Шинзе                                                               | Топографско картиране на югозападното крайбрежие на езерото Виктория | Танзания                                                                         |
| 1891 – 1892                                | Гийом Франсоа ван Керкхофен                                         | Топографско картиране на река Уеле нагоре от Бондо и лявата я съставяща река Кибала, пресичане на вододела Нил-Конго и достигане до Бахър ал Джебел | ДРК, Южен Судан                                                                  |
| 1891 – 1892                                | Ф. Дж. Дъндас                                                       | Топографско картиране на цялото течение на река Тана в Кения (1891) и река Джуба (в Сомалия) от устието ѝ до Бардера | Кения, Сомалия                                                                   |
| 1891 – 1892                                | Пиер Саворнян дьо Браза                                             | Окончателно завладяване на северните части на днешната Република Конго и включването ѝ във Френска Екваториялна Африка | Република Конго                                                                  |
| 1891 – 1892                                | Емин паша, Франц Лудвиг Щулман                                      | Изследване на езерото Едуард и откриване на подхранващите го реки – Ручуру и Руинди, вливащи се в него от юг. Заобикаляне от юг и запад езерото Едуард, потвърждаване че от него изтича река Семлики, достигане до масива Рувензори и изкачва нагоре по него до 4000 m. Спускане по Семлики, преминаване през вододела на Нил и Конго и изследване на горното течение на река Итури (горното течение на река Арувими – десен приток на Конго), където Емин паша е убит от арабски роботърговци | Уганда, ДРК                                                                      |
| 1891 – 1892                                | Ш. Е. Е. М. Г. дьо ла Кетюл                                         | Изследване басейна на река Шинко (десен приток на Мбому, която е дясна съставяща на Убанги) | ЦАР                                                                              |
| 1891 – 1892                                | Луи Мизон                                                           | Изкачване по реките Нигер и Бенуе до Йола, пресичане в югоизточна посока платото Адамауа (2042 m) и достигане до Нгаундере(7°19′ с. ш. 13°35′ и. д. / 7.316667° с. ш. 13.583333° и. д.). Продължаване на югоизток, пресичане на река Лом (източна съставяща на Санага), преминаване покрай изворите на реките Кадеи и Мамбере (съставящи на река Санга, десен приток на Конго) и достигане до долното течение на Кадеи | Нигерия, Камерун, ЦАР                                                            |
| 1891 – 1892                                | Карл Готфрид Шагерстрьом                                            | Откриване на река Ликаме (дясна съставяща на Монгала) и топографско заснемане на целия басейн на Монгала (десен приток на Конго) | ДРК                                                                              |
| 1891 – 1893                                | Люсиен Биа, Емил Франки                                             | Изследване на вододела между горните течения на реките Лубилаш и Ломами, горното течение на река Луалаба, езерно-блатния район Комолондо, горното течение на рекя Луапула, южната част на езерото Бангвеулу, южната част на езерото Мверу и горното течение на река Луфира (1891 – 1892). Изследване и картиране на река Луалаба от извора ѝ до устието на левия ѝ приток река Лубуди (9°10′ ю. ш. 25°35′ и. д. / 9.166667° ю. ш. 25.583333° и. д.) (1893) | ДРК, Замбия                                                                      |
| 1891 – 1893                                | Е. Русполи                                                          | Изследване на междуречието Уаби Шебели – Джуба (1891). Изследване на река Джуба и дясната съставяща я река Дауа, пресичане на вододела и описание на река Саган, вливаща се в езерото Стефани (Чоу Бахър) (1892 – 1893) | Сомалия, Етиопия                                                                 |
| 1892                                       | Ф. Демьоз                                                           | Топографско картиране на река Лукение (горното течение на река Фими, десен приток на Ква, от басейна на Конго) до изворите ѝ | ДРК                                                                              |
| 1892                                       | Дж. Р. Л. Макдоналд                                                 | Демаркация на танзанийско-кенийската граница | Танзания, Кения                                                                  |
| 1892                                       | Йозеф Менгес                                                        | Изследване на приморската област Губан в Северозападна Сомалия | Сомалия                                                                          |
| 1892                                       | Йоахим фон Пфайл                                                    | Демаркация на границата между Германска Югозападна Африка (Намибия) и Република Южна Африка | Намибия, РЮА                                                                     |
| 1892                                       | Г. Рамсай                                                           | Топографско заснемане на част от басейна на река Санага в Камерун | Камерун                                                                          |
| 1892 – 1893                                | Оскар Бауман                                                        | Откриване на соленото езеро Маняра (3°35′ ю. ш. 35°50′ и. д. / 3.583333° ю. ш. 35.833333° и. д.), вулканичната калдера Нгоронгоро с езерото Магади в нея (2°25′ ю. ш. 36°00′ и. д. / 2.416667° ю. ш. 36° и. д.) и езерото Еяси. Продължаване на северозапад, пресичане на платото Серенгети, достигане до югоизточното крайбрежие на езерото Виктория и картиране на югоизточната му част. Изследване на езерото Еяси и установяване, че в югозападния му ъгъл се влива река Вембере-Сибити. Продължаване на запад покрай южното крайбрежие на Виктория към границите на Бурунди и Руанда. Откриване и картиране на две от трите съставящи реки на река Кагера – Рувуву и Аканяру, а за третата Няварунгу са събрани данни от местното население. Изследване на вододела между Кагера и реките, вливащи се в езерото Танганика. От извора на Рувуву продължаване на юг, изследване на част от северното крайбрежие на Танганика, преминаване недалеч от извора на река Рувиронза (десен приток на Рувуву), през областта на горното течение на река Малагараси (вливаща се от изток в езерото Танганика), достигане до Табора в Централна Танзания, посещаване на езерото Маняра и през степта Масаи завръщане на брега на Индийския океан | Танзания, Руанда, Бурунди                                                        |
| 1892 – 1893                                | Джон Уолтър Грегъри                                                 | Изследване природата и геоложката структура на Големия африкански грабен на територията на Кения | Кения                                                                            |
| 1892 – 1893                                | Джордж Гренфел                                                      | Смесена белгийско-португалска картографска експедиция по демаркация на границата между Белгийско Конго (сега Демократична Република Конго) и Ангола | ДРК, Ангола                                                                      |
| 1892 – 1893                                | Виторио Ботего, Гриксони                                            | Експедиция от Бербера в Северна Сомалия на юг-югозапад и достигане до река Уаби Шебели при Ими (6°27′ с. ш. 42°08′ и. д. / 6.45° с. ш. 42.133333° и. д.). На югозапад от Ими откриване на планината Аудо, явяваща се вододел между реките Уаби Шебели и Джуба. На югозапад от Аудо откриване на река Уойб, явяваща се северен приток на Джуба. Продължаване на запад, откриване на река Генале (средна съставяща на Джуба), изследване на най-горното ѝ течение и на юг от нея откриване на река Дауа (южен приток на Джуба) и проследяване и картиране на почти цялото ѝ течение. Спускане по река Генале до сливането на трите съставящи я реки – Уойб, Генале и Дауа и продължаване надолу по Джуба до Бардера (2º 20` с.ш.) и достигане до Индийския океан при Брава. | Етиопия                                                                          |
| 1892 – 1893                                | Казимир Местр, Франсоа Жозеф Клозел                                 | Изкачване по река Кума (десен приток на Убанги), пресичане на вододела Конго – Чад и откриване на течащата на север река Грибинги (ляв приток на Баминги, която е лява съставяща на Шари). Спускане по нея до устието ѝ, продължаване на северозапад, откриване на река Уам (ляв приток на Шари), продължаване на запад, пресичане на река Логоне (ляв приток на Шари) при Лаи, достигане до горното течение на река Бенуе (ляв приток на Нигер) при устието на десния ѝ приток река Майо-Кеби, преминаване на югозапад през Йола и спускане по Бенуе и Нигер до Атлантическия океан | ЦАР, Чад, Камерун, Нигерия                                                       |
| 1892 – 1893                                | Лудвиг фон Хьонел                                                   | Топографско заснемане на река Евасо-Нгиро в Кения до вливането ѝ в блатото Лориан (0°50′ с. ш. 39°30′ и. д. / 0.833333° с. ш. 39.5° и. д.) | Кения                                                                            |
| 1892 – 1902                                | Жорж Дестенав                                                       | Ръководител на топографската група към Френския чуждестранен легион в Африка. За този период са извършени мащабни топографски заснемания и картирания в Алжир, Френски Судан (сега държавите Сенегал, Мали, Буркина Фасо и Нигер) и Чад: Алжир – 1892 и 1893 – 1894; Френски Судан – 1892 – 1893 и 1894 – 1898; Чад – 1900 – 1902 | Алжир, Сенегал, Мали, Буркина Фасо, Нигер, Чад                                   |
| 1893                                       | У. Парминтер                                                        | Топографско заснемане на целия плавателен участък на река Квилу, десен приток на Кванго (ляв приток на Касаи) | ДРК                                                                              |
| 1893                                       | Леон Констан Тиери                                                  | Изкачиване по реките Руки и Бузира-Чуапа до началото на плавателния ѝ участък и топографско заснемане на левите ѝ притоци – реките Момбойо, Салонга и Ломела | ДРК                                                                              |
| 1893 – 1894                                | Е. фон Ихтриц, Зигфрид Пасарге (1867 – 1958)                        | Топографско заснемане на големи участъци от платото Адамауа на границата между Нигерия и Камерун | Камерун, Нигерия                                                                 |
| 1893 – 1894                                | Т. В. Б. А. А. Нилис                                                | Експедиция от река Шинко (десен приток на Мбому, дясна съставяща на Убанги), преминаване в горното течение на река Кото (десен приток на Убанги) и от там към река Ада (десен приток на Бахър ал Араб, лява съставяща на Бахър ал Газал – ляв приток на Бели Нил) | ЦАР, Южен Судан                                                                  |
| 1893 – 1894                                | Фридрих фон Шеле                                                    | Изкачване по река Киломбере (лява съставяща на Руфиджи), пресичане на планината Ливингстън и достигнане до северната част на езерото Малави (Няса). На обратния път, пресичане на горните течения на реките Рухуху (вливаща се в езерото Малави) и Лувегу (дясна съставяща на Руфиджи) и по река Матанду спускане до пристанището Килва (9º ю.ш.) | Танзания                                                                         |
| 1894                                       | Клеман Брасьор                                                      | Топографско картиране на част от течението на Луалаба нагоре от устието на десния ѝ приток Лукуга, изследване на река Лувуа (десен приток на Луалаба), уточняване очертанията на езерото Мверу и внасяне на множество допълнения и уточнения в картата на провинция Катанга (Шаба) | ДРК                                                                              |
| 1893 – 1894                                | Густав Адолф фон Гьотцен                                            | Пресичане на Африка от изток на запад. Откриване на река Няварунгу (трета съставяща на Кагера), пресичане на вододела Нил-Конго, откриване на езерото Киву, изследване на северната му част и пет от осемте вулкана в планината Вирунга и изкачване на вулкана Нирагонго. Спускане по реките Лова (десен приток на Луалаба), Луалаба и Конго и достигане до Атлантическия океан | Танзания, Руанда, ДРК                                                            |
| 1894                                       | Франсоа Жозеф Клозел                                                | Откриване на горното течение на река Уам (ляв приток на Шари) | ЦАР                                                                              |
| 1894                                       | Ханс Майер                                                          | Комплексни физикогеографски изследвания на Канарските о-ви | Канарски о-ви                                                                    |
| 1894                                       | Ричард Дорси Лорен Мохен (1865 – 1915)                              | Топографско картиране на река Луалаба от устието на десния ѝ приток Лукуга (5º 39` ю.ш.) до Касонго (4º 30` ю.ш.) и откриване на водопада Порт д`Анфер) | ДРК                                                                              |
| 1894 – 1895                                | Артър Смит (пътешественик)                                          | Експедиция от Бербера (в Северна Сомалия), достигане до река Фафан (ляв приток на Уаби Шебели), продължаване на запад, изследване областта на горното течение на река Уаби Шебели и част от горното течение на река Уойб (лява съставяща на Джуба), достигане до Бари (Аркадон, 5°35′ с. ш. 44°07′ и. д. / 5.583333° с. ш. 44.116667° и. д., а след това на югозапад до сливането на реките Уойб, Генале и Дауа (съставящи на Джуба). Изкачване по Дауа до Раму (41° 13' и.д.), продължаване по вододела на запад, достигане до Етиопския грабен и откриване на сладководното езеро Чамо (5°50′ с. ш. 37°34′ и. д. / 5.833333° с. ш. 37.566667° и. д.). Продължаване на югозапад, преминаване покрай езерото Чоу Бахър (Стефани), достигане до езерото Туркана (Рудолф), изследване на долното течение на река Омо (до около 6° с.ш.), част от левия ѝ приток, вливащ се при Кере (5°17′ с. ш. 36°13′ и. д. / 5.283333° с. ш. 36.216667° и. д.) и целия източен бряг на езерото Туркана. От южния край на езерото продължаване на югоизток, пресичане на река Евасо-Нгиро, достигане до река Тана и спускане по нея до Индийския океан | Етиопия, Кения                                                                   |
| 1895                                       | Леон Луи Жозеф Серкел                                               | Топографско картиране на река Луалаба нагоре от устието на десния ѝ приток Лукуга, река Лувуа (десен приток на Луалаба) и езерото Мверу | ДРК                                                                              |
| 1895 – 1896                                | Виторио Ботего                                                      | Експедиция от Брава (Сомалия), изкачване по река Джуба и по южната съставяща я Дауа до горното ѝ течение, и първо посещение на езерото Абая. Изследване на цялото му крайбрежие и откриване, че се оттича на юг в езерото Чамо и не е свързано с разположените на североизток група езера (Аваса, Шала, Абията, Лангано и Звай). От там продължаване на запад-югозапад, достигане до река Омо на около 5º 30` с.ш. и проследяване на течението ѝ на юг до езерото Туркана (Рудолф). От него продължаване на северозапад покрай югозападните склонове на Етиопската планинска земя и откриване и изследване на горното течение на река Акобо, най-голям десен приток на река Пибор, която е лява съставяща на Собат (десен приток на Бахър ал Абияд – Бели Нил). Придвижване на север до река Баро (дясна съставяща на Собат) и изследване вододела между реките Баро и Дабус – ляв приток на Абай (Сини Нил) | Етиопия, Южен Судан                                                              |
| 1895 – 1896                                | Версепюи                                                            | Пресичане на Африка от изток на запад и доказване самостоятелното положение на езерото Джордж (0°01′ с. ш. 30°12′ и. д. / 0.016667° с. ш. 30.2° и. д.), разположено на североизток от езерото Едуард | Уганда                                                                           |
| 1895 – 1896                                | А. Сент-Хил Гибонс                                                  | Изследване на територията между горното течение на Замбези и левия ѝ приток Кафуе | Замбия                                                                           |
| 1895 – 1896                                | Димитрие Гика-Комънещ                                               | Експедиция в горния басейн на река Уаби Шебели | Етиопия                                                                          |
| 1895 – 1896                                | Жан Огюст Мари Тийо                                                 | Топографски дейности в Мадагаскар, Сенегал, Гамбия и Бенин | Мадагаскар, Сенегал, Гамбия, Бенин                                               |
| втората половина на 90-те години на XIX в. | Г. Рамсай                                                           | Топографски дейности в западната част на Танзания, Руанда и Бурунди и цялото течение на река Рузизи, изтичаща от езерото Киву и вливаща се от север в езерото Танганика | Танзания, Руанда, Бурунди, ДРК                                                   |
| 1896                                       | Франц Тонер                                                         | Изследване на вододела между реките Конго и Монгала (десен приток на Конго) | ДРК                                                                              |
| 1896                                       | Дж. К. Тротер                                                       | Топографско картиране на граничните райони между Гвинея и Сиера Леоне, в т.ч. изворите на река Нигер | Гвинея, Сиера Леоне                                                              |
| 1896                                       | П. Уедърли                                                          | Топографско картиране на езерото Бангвеулу | Замбия                                                                           |
| 1896 – 1897                                | Е. Щахе                                                             | Топографско картиране на левите притоци на Касаи – реките Камиша и Лванге | ДРК                                                                              |
| 1896 – 1898                                | Зигфрид Пасарге                                                     | Комплексни физикогеографски изследвания в пустинята Калахари | Ботсуана                                                                         |
| 1896 – 1899                                | Жан-Батист Маршан                                                   | Първо пресичане на Африка от запад на изток, в най-широката ѝ част. От устието на Конго изкачване по реката и по реките Убанги и Мбому, пресичане на вододела Нил-Конго, спускане по реките Сус, Джур и Бахър ал Газал до Бели Нил, изкачване по Собат и по дясната я съставяща Баро, пресичане Етиопия и достигане до Джибути | ДРК, Република Конго, ЦАР, Южен Судан, Етиопия, Джибути                          |
| 1897                                       | Х. С. Х. Кавендиш                                                   | Пълно топографско картиране на бреговете на езерото Туркана (Рудолф) | Кения, Етиопия                                                                   |
| 1897 – 1898                                | Дж. Р. Л. Макдоналд                                                 | Топографско картиране на Уганда от езерото Едуард на юг до планината Лотуке на север, в т. ч. езерото Кьога и части от Кения до езерото Туркана (Рудолф) | Уганда, Кения                                                                    |
| 1897 – 1898                                | Густав Моленграф                                                    | Пълно топографско картиране на областта Трансваал в РЮА | РЮА                                                                              |
| 1897 – 1899                                | Александър Булатович, Леонид Константинович Артамонов (1859 – 1932) | Мащабни топографски дейности в Югозападна Етиопия (областта Кафа) и източните части на днешен Южен Судан. Откриване устието на река Омо и изворите на река Собат, от басейна на Нил | Етиопия, Южен Судан                                                              |
| 1898 – 1899                                | Оскар Бауман                                                        | Изследване и пълно топографско картиране на островите Занзибар, Пемба (5°15′ ю. ш. 39°45′ и. д. / 5.25° ю. ш. 39.75° и. д.) и Мафия (7°50′ ю. ш. 39°50′ и. д. / 7.833333° ю. ш. 39.833333° и. д.) | Танзания                                                                         |
| 1898 – 1900                                | А. Сент-Хил Гибонс                                                  | Първо пресичане на Африка от юг на север, от Замбези до устието на Нил |                                                                                  |
| 1898 – 1900                                | Шарл Лемер                                                          | Първи триангулачни измервания в областта Катанга (Шаба) и астрономическо определяне на координатите на 195 пункта | ДРК                                                                              |
| 1898 – 1901                                | Х. Х. Остин                                                         | Топографско картиране на западния бряг на езерото Туркана (Рудолф) (1898). Изкачване по река Собат (десен приток на Бели Нил) и достигане до езерото Туркана (Рудолф) (1899). Топографско картиране на района на судано-етиопската граница между реките Сини Нил и Собат (1900 – 1901) | Етиопия, Южен Судан, Кения                                                       |
| 1899                                       | М. С. Уелби                                                         | Достигане до езерото Туркана (Рудолф) от север, заобикалянето му от юг, пресичане платото Туркана (на запад от езерото), продължаване на север, спускане по река Акобо (десен приток на Пибор), река Пибор (лява съставяща на Собат) и по река Собат до Бели Нил | Етиопия, Кения, Южен Судан                                                       |
| края на 90-те години на XIX в.             | Шарл Аделен Глори                                                   | Топографско картиране на десните притоци на река Луалаба – реките Улинди и Елила | ДРК                                                                              |
| 1899 – 1905                                | Жан Огюст Мари Тийо                                                 | Топографско картиране на средното течение на река Нигер и езерото Чад (1899 – 1902). Смесена френско-британска експедиция за демаркация на границите между Франция и Великобритания в Западна Африка (1902 – 1905) | Мали, Нигер, Чад, Камерун, Нигерия, Буркина Фасо, Кот д'Ивоар, Гвинея, Сенегал   |
| 1899 – 1911                                | Ж. Фламан                                                           | Мащабни геоложки изследвания в Централна Сахара | Алжир                                                                            |
| 1900                                       | Юг льо Ру                                                           | Топографско заснемане на некартираното дотогава горно течение на река Абай (Сини Нил), нагоре от устието на левия ѝ приток река Дидеса | Етиопия                                                                          |
| 1900                                       | Юо                                                                  | Експедиция от река Грибинги (ляв приток на Баминги, лява съставяща на Шари) до река Санга (десен приток на Конго) и изследване на горното течение на река Уам (ляв приток на Шари) | ЦАР, Република Конго                                                             |
| 1901                                       | Р. Дезире дьо Повел                                                 | Топографско картиране на областта между реките Убанги и Санга (десни притоци на Конго) | Република Конго                                                                  |
| 1901 – 1902                                | Льо Флер                                                            | Изследване басейна на река Логоне (ляв приток на Шари) и доказване, че един от притоците ѝ през дъждовния сезон чрез блатото Тубури и река Майо-Кеби се свързва с река Бенуе от басейна на Нигер | Чад, Камерун                                                                     |
| 1902 – 1905                                | Шарл Лемер                                                          | Триангулачни дейности в североизточната част от басейна на Конго и по вододела Нил – Конго и астрономическо определяне на координатите на 135 пункта | ДРК, Южен Судан                                                                  |
| 1904 – 1925                                | Луи Жантил                                                          | Комплексни физикогеографски изследвания в Мароко. Двойно пресичане на Марокански Атлас и установяване на орографията му (1904 – 0905). Изследване на областта Шауйя и масива Бени Сиасен (1907 – 0908) | Мароко                                                                           |
| 1906                                       | М. Кортие                                                           | Топографско заснемане на оазиса Адрар (27°52′ с. ш. 0°17′ з. д. / 27.866667° с. ш. 0.283333° з. д.) | Алжир                                                                            |
| 1906 – 1908                                | Йожен Ланфан                                                        | Изследване и топографско заснемане на южната част на басейна на река Шари | Чад, ЦАР                                                                         |
| 1908                                       | Алфред Хетнер                                                       | Комплексни физикогеографски изследвания в Египет | Египет                                                                           |
| 1908 – 1909                                | Жан Огюст Мари Тийо                                                 | Ново точно топографско заснемане на езерото Чад и котловината Боделе | Чад, Камерун, Нигерия                                                            |
| 1909                                       | М. Кортие                                                           | Топографско заснемане на масива Ахагар и платата Тасилин-Ахагар и Аир | Алжир                                                                            |
| 1909 – 1911                                | В. Дж. Хардинг-Кинг                                                 | Комплексни физикогеографски изследвания в Либийската пустиня на територията на Египет | Египет                                                                           |
| 1911                                       | Ханс Майер                                                          | Комплексни физикогеографски изследвания в Руанда и Бурунди. Изследване на планината Вирунга (разположена между езерата Киву на юг и Едуард на север) и изкачване на вулканите Карисимби и Нирагонго. Изкачване на връх Кения | Руанда, Бурунди, Уганда, ДРК, Кения                                              |
| 1911 – 1912                                | Жан Огюст Мари Тийо                                                 | Мащабни топографски измервания в Алжирска Сахара | Алжир                                                                            |
| 1912                                       | М. Кортие                                                           | Топографско заснемане на западните части на масива Ахагар | Алжир                                                                            |
| 1912 – 1914                                | Алфред Хетнер                                                       | Комплексни физикогеографски изследвания в Алжир и Тунис | Алжир, Тунис                                                                     |
| 1912 – 1917                                | Жан Огюст Мари Тийо                                                 | Топографски картирания на платата Тибести и Енеди (1450 m) и откриване и топографско заснемане на платото Ерди | Чад                                                                              |
| 1913 – 1920                                | Ожера                                                               | Мащабни топографски картирания в Западна Сахара от Aхагар на изток до Южна Мавритания на запад | Алжир, Мали, Мавритания                                                          |
| 1920                                       | Ахмед Хасанейн                                                      | Експедиция на юг от Бенгази в Сахара, откриване на пустинята Каланшо (26 – 30º с.ш., 22 – 24º и.д.) и оазиса Джагбуб (29°40′ с. ш. 24°30′ и. д. / 29.666667° с. ш. 24.5° и. д.) и извършване на маршрутна топографска снимка на протежение на повече от 600 km | Либия                                                                            |
| 1921 – 1922                                | П. Булнуа                                                           | Демаркация на над 1000 km от границата между френските и британски владения в Екваториална Африка. Топографско заснемане на почти цялата граница между днешните Судан и Чад, в т.ч. южната част на платото Енеди и изворите на река Ховар (бивш ляв приток на Нил). Картиране на горните течения на два десни притока на река Шари, в т.ч. река Аук, източната част на хребета Бонгос и 300 km от плоския вододел между река Кото (от басейна на Конго) и река Ал Араб (от басейна на Нил) (1921). Картиране на вододела Нил – Конго (сегашната граница между Южен Судан и ЦАР и ДРК) на повече от 600 km и отделяне на река Мбому и притоците ѝ (от системата на Конго) от река Джур и притоците ѝ (от системата на Нил) (1922) | Чад, ЦАР, Судан, Южен Судан, ДРК                                                 |
| 1923                                       | Ахмед Хасанейн                                                      | Първо меридионално пресичане на Либийската пустиня от средиземноморското крайбрежие през оазиса Куфра (24°30′ с. ш. 23°00′ и. д. / 24.5° с. ш. 23° и. д.) до Дарфур. Откриване на масивите Аркену (22°20′ с. ш. 24°40′ и. д. / 22.333333° с. ш. 24.666667° и. д.) и Ал Увейнат (21°55′ с. ш. 25°00′ и. д. / 21.916667° с. ш. 25° и. д.), преминаване през Дарфур, достигане до Нил и спускане до Кайро | Либия, Египет, Судан                                                             |
| 1927 – 1929                                | Р. Чизмен                                                           | Детайлно топографско заснемане на цялото течение на река Сини Нил (Абай) от изтичането ѝ от езерото Тана до судано-етиопската граница | Етиопия                                                                          |
| 1930 – 1938                                | Вивиан Фукс                                                         | Физикогеографски изследвания в района на големите африкански езера Виктория, Танганика, Няса и други (1930 – 1931, 1931 – 1932). Изследване на езерото Туркана (Рудолф) (1934). Изследване на езерото Руква в Южна Танзания (1936 – 1938) | Етиопия, Кения, Уганда, Танзания, ДРК, Руанда, Бурунди, Замбия, Малави, Мозамбик |
| 1935                                       | Жан Огюст Мари Тийо                                                 | Топографско картиране на басейните на реките Бенуе (френската част), Шари и Логоне | Чад, ЦАР, Камерун                                                                |
| 1938                                       | Бурхард Валдекер                                                    | Откриване извора на Нил – река Касумо, явяваща се горно течение на река Рувиронза, която е десен приток на Рувуву – дясна съставяща на Кагера | Бурунди                                                                          |